# 남양주 불암사 목조관음보살좌상
남양주 불암사 목조관음보살좌상(南楊州 佛巖寺 木造觀音菩薩坐像)은 대한민국 경기도 남양주시에 있는 불상으로 17세기 전반기 전국 각지에서 크게 활약한 조각승 무염(無染)을 비롯하여 성수, 심인, 상림, 경성 등 모두 5명의 조각승이 참여하여 1649년(인조 27)에 완성한 불상이다. 2018년 10월 30일 대한민국의 보물 제2003호로 지정되었다.

## 개요
‘남양주 불암사 목조관음보살좌상’은 17세기 전반기 전국 각지에서 크게 활약한 조각승 무염(無染)을 비롯하여 성수, 심인, 상림, 경성 등 모두 5명의 조각승이 참여하여 1649년(인조 27)에 완성한 불상이다. 조성발원문과 중수발원문이 남아 있어 이 보살좌상이 원래 대둔산 묘련암에 봉안하기 위해 제작되었고 1907년 양주 천보산 불암사에 봉안하기 위해 개금 중수했다는 사실을 알 수 있다.
높이 67cm의 단아한 규모에 머리에는 연꽃과 불꽃문양으로 장식된 화려한 보관(寶冠)을 썼으며 가사는 두벌 겹쳐 입은 이중착의법에 상반신을 앞으로 구부린 모습이다. 전체적으로 비례가 알맞고 신체의 자연스런 양감이 돋보인다. 얼굴은 이마가 넓고 턱으로 내려가면서 좁아져 역삼각형을 이루었으나, 날렵하고 갸름하게 처리한 턱 선, 높게 돌출된 코, 자비로운 인상에 실재감 있는 이목구비의 표현 등 1650년대를 전후로 아담하고 현실적인 조형미를 추구한 무염이 참여한 작품의 특징을 잘 보여주고 있다.
‘남양주 불암사 목조관음보살좌상’은 조선후기 호남지역을 중심으로 활동했던 무염이 수(首)조각승을 맡아 제작한 작품으로, 정확한 제작시기와 봉안처를 알 수 있고 보존상태도 비교적 양호하여 17세기 중엽 불교조각사 연구에 있어 귀중한 자료이다.

## 같이 보기
- 불암사

## 참고 자료
- 남양주 불암사 목조관음보살좌상 - 국가유산청 국가유산포털